# Max Messer (Schriftsteller)
Max Messer (* 7. Juli 1875 in Wien; † 25. Dezember 1930 ebenda) war ein österreichischer Rechtsanwalt und Schriftsteller. Er gehörte zum Kreis Jung-Wien.

## Leben
Messer wuchs als Kind jüdischer Eltern – Hersch (Hermann) und Reize (Rosa), geborene Pops (11. Januar 1864 Predigtamt der Isr.Gemeinde Lemberg) – in Wien auf. 1909 (23. Juli 1909  Evangel.Pfarramt 1020 Wien, Obere Augartenstraße 10)  konvertierte er zum evangelischen Glauben. Er studierte Rechtswissenschaften an der Universität Wien. Nach erfolgreichem Examen eröffnete er eine eigene Kanzlei in Wien.
Er verkehrte im Schriftstellerkreis Jung Wien und wird diesem zugerechnet, ist aber heutzutage weitgehend vergessen. Zwischen 1895 und 1904 war Messer Redakteur für Literaturkritik bei der von Hermann Bahr mitherausgegebenen Wochenschrift Die Zeit beschäftigt. Als Schriftsteller veröffentlichte er zwischen 1899 und 1907 mehrere Bücher; neben literaturkritischen Essays auch Werke mit philosophischem Inhalt (Pantheistischer Standpunkt), darunter eines über Max Stirner. Auch später schrieb er für die Neue Freie Presse, publizierte aber nichts Größeres mehr.
Arthur Schnitzler verwendete ein Ereignis aus Messers Leben in seinem – Fragment gebliebenen – Stück Das Wort.

## Werke
- Moderne Seele (1899)
- Wiener Bummelgeschichten (1900)
- Moderne Essays (1901)
- Variété des Geistes (1902)
- Max Stirner (1904)